# Buay Tuach
Buay Tuach (Adís Abeba, 20 de enero de 1995) es un baloncestista etíope que pertenece a la plantilla de los South West Slammers de la NBL1 West australiana. Con 1,98 metros de estatura, juega en la posición de escolta.

## Trayectoria deportiva

### Universidad
Comenzó su carrera universitaria en el Community College de Northeast, donde fue titular en 50 de los 52 partidos que disputó, promediando 16,7 puntos y 6,3 rebotes en su temporada sophomore. En 2015 fue transferido a los Lions de la Universidad Loyola Marymount, donde jugó dos temporadas más, en las que promedió 7,8 puntos, 2,8 rebotes y 1,6 asistencias por partido.

### Profesional
Tras no ser elegido en el Draft de la NBA de 2017, en el mes de julio firmó su primer contrato profesional con el Phoenix Hagen de la ProA, la segunda categoría del baloncesto alemán, pero fue cortado en agosto, antes del comienzo de la competición.
En octubre fue elegido en el puesto 30 del Draft de la NBA G League por los Long Island Nets, pero acabó firmando nada más comenzada la competición por los Westchester Knicks.
El 10 de enero de 2020 firmó con los hasta final de temporada con los London Lions de la British Basketball League..
En marzo de 2022 firmó con los South West Slammers de la NBL1 West de Australia.